# 春日井市立小野小学校
春日井市立小野小学校（かすがいしりつ おのしょうがっこう）は、愛知県春日井市小野町にある公立小学校。

## 概要
- 愛知町、小野町1-6丁目、勝川町8丁目の一部、下条町、下条町1-3丁目、篠田町、下津町、中切町、中切町1-3丁目、町田町1・2丁目、長塚町2丁目、細木町1・2丁目、松河戸町、松河戸町1-6丁目、松新町1丁目の一部、松新町2-5丁目、松新町6丁目の一部、森山田町が校区であり、公立中学校の進学先は春日井市立中部中学校である[1]。
- 旧・東春日井郡鳥居松村の小学校であった。
- 校名の「小野」は、校区の松河戸地区に小野道風生誕地という伝承が残ることに因む。
- 小野道風に因み、小野道風公遺徳顕彰会が開催する「愛知県下児童・生徒席上揮毫大会」の会場となっている。書写教育に取り組んでおり、2011年度からは文部科学省より教育課程特例校に指定され、書写教育は「書道科」として、1年生から毛筆による書道が行われている。

## 沿革
小野小学校は令和3年（2021年）に開校130周年を迎えている。これは明治23年（1890年）に松河戸学校と下条原学校を統合し、小野学校（尋常小学小野学校）となったことによる。
- 1878年（明治11年） - 松河戸村に松河戸学校、下条村に下条原学校が開校する。
- 1889年（明治22年）10月1日 - 松河戸村、上中切村、下条村、下津尾村が合併し、小野村が発足する。
- 1890年（明治23年） - 松河戸学校と下条原学校を統合し、小野学校となる。小野村大字松河戸字八反田[注釈 1]に校舎が完成する。
- 1892年（明治25年）10月 - 小野尋常小学校に改称する。
- 1906年（明治39年）7月16日 - 和爾良村と小野村が合併し、鳥居松村が発足。
- 1929年（昭和4年） - 現在地に校舎を新築し、移転する。
- 1936年（昭和11年）11月 - 小野尋常小学校の教師であった書家の藤田東谷により、最初の県下席上揮毫大会が開催される。
- 1941年（昭和16年）4月1日 - 小野国民学校に改称する。
- 1943年（昭和18年）6月1日 - 勝川町、篠木村、鳥居松村、鷹来村が合併し春日井市発足。
- 1947年（昭和22年）4月1日 - 春日井市立小野小学校に改称する。
- 1952年（昭和27年） - 校舎を増築する。
- 1965年（昭和40年） - 新校舎（鉄筋コンクリート造。現・南館。）が完成する。
- 1968年（昭和43年） - 北館が完成する。
- 1974年（昭和49年） - 体育館が完成する。
- 2019年（令和元年） - 西館が完成する。
- 2021年（令和3年）- 南館が取り壊される。
- 2022年（令和4年） - 南館が完成する。

## 交通アクセス
- JR東海中央本線勝川駅下車、徒歩約12分。
- かすがいシティバス南部線「松河戸住宅」バス停より徒歩約8分。

## 周辺施設
- 愛知県立春日井高等特別支援学校
- 春日井市立中部中学校
- 春日井市立勝川小学校
- 小野保育園
- 春日井市消防署南出張所
- 道風記念館
- 愛知電機本社
- 中央本線勝川駅